# Ісмаїла Уедраого
Ісмаїла Уедраого (фр. Ismahila Ouédraogo, нар. 5 листопада 1999) — буркінійський футболіст, опорний півзахисник клубу ПАОК Б та національної збірної Буркіна-Фасо.

## Клубна кар'єра
Розпочав займатись футболом на батьківщині у клубі КОЗАФ, де і розпочав виступи на дорослому рівні. Згодом також виступав на батьківщині за клуб «Дуан» (Уагадугу).
2021 року вирушив до Греції, ставши гравцем клубу ПАОК, де став виступати за резервну команду у другому дивізіоні країни.

## Міжнародна кар'єра
22 вересня 2019 року дебютував у складі національної збірної Буркіна-Фасо у грі відбору на Чемпіонат африканських націй проти Гани (1:0). Згодом Уедраого зіграв і у матчі-відповіді, який закінчився внічию, і дозволив буркінійцям кваліфікуватись у фінальну стадію турніру, що проходив у ПАР. Там Ісмаїла виходив на поле у всіх тьох матчах, але його збірна не вийшла з групи.
На початку 2022 року потрапив до заявки збірної на Кубок африканських націй у Камеруні.